# Амадіс Ґальський
«Амадіс Ґальський» (Amadís de Gaula, тобто «Амадіс з Уельсу») — середньовічний лицарський роман про Амадіса, створений Гáрсі Родрігесом де Монтáльво. Цей роман не має коренів в іспанській культурі, його герой є плодом вимислу й фантазії. Він був написаний наприкінці XIII — на початку XIV століттях, коли початковий епічний початок героїчного роману почав витіснятися алегоричними і виховними елементами, а ідеї лицарства втратили свою актуальність й значення. У романі помітний вплив більш ранніх героїчних циклів, однак автор оригінального «Амадіса» надав героїчного роману новий напрямок, що виразилося згодом в романах-наслідуваннях менш талановитих послідовників в недоречних перебільшення і неприродності, які таврував знаменитий Сервантес. Перше відоме друковане видання було опубліковано в Сарагосі в 1508 році, по Гарсія Родрігесу де Монтальво. Воно було опубліковано у вигляді чотирьох книг кастильскою мовою.

## Сюжет роману
Амадіс — плід дошлюбного любовного зв'язку короля Періона Ґальського й принцеси Еліс, дочки короля Малої Британії. Зв'язок потрібно приховати, тому новонародженого кладуть до скриньки і кидають в річку. Річка впадає в море, і в море немовля підбирає шотландський лицар, при дворі шотландського короля знайда виховується під ім'ям «Дитяти Моря» (Doncel del Mar), там же зустрічає свою першу й єдину любов — Оріану, дочку англійського короля Лізуарте, звідти ж вирушає в свій перший лицарський виїзд. Батьків і ім'я герой знаходить дуже швидко — вже в десятому розділі першої книги, але мотив таємності народження повернеться з історією його сина Еспландіана, який теж буде зачатий та народжений поза шлюбом, втрачений відразу після своєї появия на світ і вихований в невіданні свого істинного походження. Урганда Невідома, опікає своїм магічним мистецтвом головного героя й впливає на його долю віхами туманних, але безпомилкових пророцтв, виконує роль Мерліна. Роль феї Моргани бере на себе чорнокнижник Аркалаус, постійний антагоніст всіх світлих героїв «Амадіса». Значну роль в романі грає також Галаор — галантний брат головного героя, подібно до Амадіса здійснює подвиги в різних країнах.
В одному з епізодів показано, як Амадіс Гальський заволодів скелястим островом під назвою Бідна стромовині і повернув його законній власниці принцесі Бріолане. Оріана, повіривши хибним новинам про зраду Амадіса, відлучає його від свого обличчя. Виконуючи її наказ, Амадіс відрікається від свого імені і, назвавшись Бельтенебросом («Похмурим Красенем»; звідси французское beau ténébreux), видаляється на Бідну Стромовину, де безвихідним розпачем і суворим постом квапить жадану смерть (в наслідування саме цим епізодом Дон Кіхот наклав на себе покаяння в Сьєрра-Морені). Розкаявшись, Оріана знімає з коханого відлучення. Наклепники сіють королю Лізуарте недовіру до Амадіса, Амадіс з родичами і друзями від'їжджає на Острів Стійкий, а король оголошує йому війну. У цій війні Амадіс, не здатний переступити через узи особистої відданості королю, не бере участі, б'ються його друзі (і зазнають поразки), а сам він нудиться в вимушеної бездіяльності (засуджений до неї наказом Оріани). Амадіс разом з батьком і єдинокровних братом Флорестане, всі троє інкогніто, бере участь в битві короля Лізуарте з військом семи королів, вирішуючи її результат на користь свого нинішнього ворога. Під ім'ям Лицаря Зеленого Меча Амадіс мандрує по Німеччині, надає важливу послугу богемському королю і з пошаною прийнятий в Константинополі після того, як здолав чудовисько, в яке вселився диявол. Під ім'ям Грецького Лицаря повертається в Англію і в турнірному бою ганьбить римлян, які прибули сватати для свого імператора Оріану. Повернувшись до свого справжнього імені, Амадіс перехоплює в морі римські кораблі, які відвезли Оріану, поміщає її на Острів Стійкий, збирає підкріплення й розбиває військо короля Лізуарте. Відлюдник Насіан, вихователь Еспландіана, умиротворяє ворогуючі сторони, відкриваючи королю очі на любов Амадіса й Оріани, яка не залишилася безплідною.
В результаті примирення Амадіс одружується на прекрасній шотландської принцесі і закінчує свої дні королем Великої Британії.
Розповідь у романі ведеться на високій романтичній ноті. Те, що дія його приурочена до часів «до воцаріння короля Артура», абсолютно звільняє автора від необхідності вдаватися до будь-якої історичної, географічної, соціальної або побутової конкретизації. Але у нього все-таки є певна мета: намалювати ідеальний образ лицаря, головними достоїнствами якого є бездоганна доблесть та моральна чистота. Зрозуміло, що такий ідеальний герой, нечутливий до зла, позбавлений корисливих мотивів, міг існувати лише в абсолютно умовному світі, населеному казковими персонажами.

## Генезис
Прямі та непрямі свідчення про існування цього роману сягають XIV століття. Саме до цього часу, якщо не до кінця XIII століття, слід віднести створення його початкового варіанта.
У 1508 році в Сарагосі вийшли в світ чотири книги «Амадіса Ґальського», «виправлені й поліпшені славним і доблесним лицарем Гарсія Родрігесом де Монтальво, рехідором у Медіна-дель-Кампо». Славний лицар, який обновив «поганий стиль старовинних рукописів», іменувався надалі Гарсія Ордоньес де Монтальво і навіть Гарсія Гутьєреса, так що ім'я його нам точно не відомо. Падіння Гранади (1492) він застав, мабуть, вже в зрілих літах; і майже вся його робота по «виправленню й поліпшенню» старовинної книги проводилася, як випливає з мізерних історичних алюзій «Амадіса», до цієї дати.
Монтальво стверджує, що мав на руках не тільки найдавнішу версію, але і текст, виправлений з волі Афонсу IV, короля Португалії. До нас від цих ранніх стадій дійшли незначні фрагменти в рукописи першої чверті XV століття, виявлені і опубліковані в 1956 році.
Зіставлення фрагментів з текстом Монтальво показує, що останній скоротив роман більш ніж на третину — звичайна процедура для авторів XV ст. Багато персонажів, що вважалися його власним винаходом (наприклад, Еспландіан), фігурують вже в первинному тексті. У мові немає ніяких слідів гіпотетичного португальського походження «Амадіса».
Що стосується особистого вкладу Монтальво в середньовічний роман, загальноприйнята точка зору зводиться до наступного. Перші дві книги найближче стоять до найдавнішого прототипу, будучи його дещо скороченим, але в цілому вірним переказом. Третя книга, а також четверта, яку Монтальво відносить цілком на свій авторський рахунок, спираються на реформований текст стародавнього «Амадіса», значно його скорочуючи і вносячи суттєві сюжетні перестановки (згідно з однією гіпотезою, «Амадіс» до втручання Монтальво закінчувався поєдинком головного героя і Еспландіана, які не впізнають один одного, і смертю батька від руки сина).
«Амадіс», яким ми його знаємо, зберігає численні сліди колишньої вкоріненості в класичній епосі середньовічного роману. Сюжет переважно дотримується географії бретонського циклу: його ідеальний центр — двір англійського короля (далекого попередника короля Артура у фантастичній хронології «Амадіса»). Галія, звідки йде рід героя, — це Уельс (хоча часом в ній проступають риси приморської Франції).

## Продовження
Продовження з їх авторами й іменами їх головних персонажів:
- Книга V: 1510 (Гарсія Родрігес де Монтальво): Еспландіáн
- Книга VI: 1510 (Паес де Рібера): дон Флорісандо
- Книга VII: 1514 (Фелісіано де Сільва): Лізуарте Грецький
- Книга VIII: 1526 (Хуан Діас) — Амадіс Гальський
- Книга IX: 1530 (Фелісіано де Сільва): Амадіс Грецький
- Книга X: 1532 (Фелісіано де Сільва): Флорісель де Нігуе
- Книга XI: 1535 і 1551 (Фелісіано де Сільва): Родхель Грецький
- Книга XII: 1546 (Педро де Лухан): Сільвес Пустелерідний

Італійські Продовження:
- Книги XIII—XVIII: (Мамбріно Розео де Фабріано): ?

Німецькі Продовження
Книги XIX—XXI: 1594-5
- Монтальво додав у 1510 році п'яту книгу «Діяння Еспландіана, сина Амадіса Ґальського».
- У тому ж році Пазі де Рівера присвятив шостий том долі дона Флорісандо, племінника Амадіса.
- 1514 року Фелісіано де Сільва додав ще одну ланку до родоводу героя, і на сцену вийшов онук Амадіса Лізуарте Грецький (сьома книга).
- У восьмій книзі (1526) Хуан Діас поховав Амадіса і відправив його брата, Галаора, спокутувати гріхи монастирським покаянням.
- Зустрінута одностайним читацьким протестом, восьма книга була спростована у дев'ятій, видавши яку в 1530 року під назвою «Амадіс Грецький» (син Лізуарте і правнук Амадіса Ґальського), Фелісіано де Сільва воскресив Амадіса, а Галаора змусив скинути рясу. Восьма книга ніколи не перевидавалася і ніде не перекладалася.
- Десята (1532 р) й одинадцята (1535—1551) книжки належать невтомному перу де Сільви і розповідають про пригоди сина Амадіса Грецького, дона Флоріселя, та його онука, Рохеліо Грецького.
- Анонімна дванадцята книга, видана в 1546 році й присвячена іншому синові Амадіса Грецького, Сільвесу Пустелерідному, закриває цикл Амадіса в Іспанії.
- Після того, як в Італії був переведений весь цикл, за винятком восьмої книги, Мамбріна Розео де Фабріано випустив з 1558 по 1565 роки ще шість книг, довівши загальне їх число до вісімнадцяти. Він же зробив великі додавання до книг четвертої, п'ятої, сьомої, десятої, одинадцятої та дванадцятої — будучи перекладені французькою, вони увійшли до числа серії, витіснивши з неї шосту і восьму іспанські книги.
- Три книги, додані німецькими авторами в 1594—1595 роках, пересунули дію з Європи й Азії в Новий Світ.
- У повному обсязі роман налічує двадцять чотири книги і в такому вигляді існує в німецькій і французькій версіях.

Португалець Жиль Вісенті й іспанець Андрес Рей де Артьєда написали на теми «Амадіса» дві іспанські комедії. Огюст Крезе де Лессер та Вільям Стюарт Роуз створили на його основі епічні віршовані поеми («Amadis de Gaul e, poê me faisant suite aux chevaliers de la table-ronde» (Париж, 1813); «Amadis de Gaul, a poem in three books» (Лондон, 1803). Зате «Новітній Амадіс» («Neuer Amadis») Віланда не має з оригінальними романами про Амадіса нічого спільного крім назви й різноманітності пригод героя.

## Популярність
В Іспанії «Амадіс» перевидавався протягом XVI століття 30 разів. Роман був перекладений французькою мовою в 1540 році, на іврит — у 1541 році, німецькою — в 1569 році, англійською — в 1589 році. Були переклади й іншими мови.
Монтень відніс «Амадіс» до розряду «кепських книжок» (Проби, 1, XXVI). Каліфорнія названа на честь острова амазонок, про який йдеться в «Подвигах Еспландіана». Імператор Священної Римської імперії і король Іспанії (1516—1556) Карл V був старанним читачем «Амадіса». Його політичний противник французький король Франциск I, який після потрапляння в іспанський полон, заразився пристрастю свого найзапеклішого ворога й тюремника, й, після повернення на батьківщину, виявив монаршу волю бачити «Амадіс» у французькому перекладі. Мотиви «Амадіса» виразно відчуваються в оформленні урочистих королівських виїздів і придворних розваг: вступ Катерини Медичі в Ліон у 1548 році, свято в Фонтенбло у 1564 році, церемонії одруження осіб королівської крові, дуелі й турніри. Мода на «Амадіс» у Франції не убуває протягом майже чотирьох царювання. Його по праву називали «молитовником двору Генріха II».

## Переклади українською
- Ґарсі Ордоньєс де Монтальво. Амадіс Ґальський. Переклав з іспанської Петро Таращук. — Тернопіль: Видавництво «Богдан», 2024 (Анонс видавництва)